# Zeltabbildung
Die Zeltabbildung {\displaystyle \textstyle T_{2}} ist eine mathematische Funktion mit dem Definitions- und Wertebereich {\displaystyle \textstyle [0,1]}. Sie ist eine der einfachsten Funktionen, mit deren Hilfe sich die chaotische Dynamik nichtlinearer deterministischer Abbildungen untersuchen und insbesondere die Kernaussage des Schmetterlingseffekts verifizieren lässt, dass beliebig kleine Änderungen in den Anfangsparametern große Auswirkungen haben können.

## Definition und Eigenschaften

Grafische Darstellung der Zeltabbildung.

Die Zeltabbildung ist definiert durch:
{\displaystyle T_{2}\colon [0,1]\rightarrow [0,1],\;x\mapsto {\begin{cases}2x,&{\text{wenn }}x\in [0,{\frac {1}{2}}]\\2-2x,&{\text{wenn }}x\in {]{\frac {1}{2}},1]}\end{cases}}}

### Fixpunkte und periodische Punkte
Für {\displaystyle \textstyle x\in \{0,{\frac {2}{3}}\}} bildet die Funktion den Eingabewert auf sich selbst ab.
Des Weiteren ergibt sich aus der Struktur der Funktion, dass alle {\displaystyle \textstyle x_{0}\in \mathbb {R} }, die sich als {\displaystyle \textstyle x_{0}={\frac {a}{2^{n}}}} mit {\displaystyle a\in \{0,1,\dotsc ,2^{n}\}} darstellen lassen, nach spätestens {\displaystyle n+1} Iterationen den Fixpunkt {\displaystyle \textstyle 0} erreichen.
Außerdem gibt es für jedes {\displaystyle \textstyle n\in \mathbb {N} } periodische Punkte {\displaystyle \textstyle x_{n}} mit der Primperiode {\displaystyle \textstyle n}, bei denen die {\displaystyle n}-fach wiederholte Anwendung von {\displaystyle \textstyle T_{2}} zum Anfangswert {\displaystyle \textstyle x_{n}} führt
{\displaystyle x_{n}\in {\begin{cases}\{0,{\frac {2}{3}}\},&{\text{wenn }}n=1\\\{{\frac {2}{5}},{\frac {4}{5}}\},&{\text{wenn }}n=2\\\{{\frac {2}{9}},{\frac {2}{7}},{\frac {4}{9}},{\frac {4}{7}},{\frac {6}{7}},{\frac {8}{9}}\},&{\text{wenn }}n=3\\\{\dots \},&{\text{wenn }}n\in \mathbb {N} \\\end{cases}}}

## Demonstration des Schmetterlingseffekts
Wendet man die Zeltabbildung {\displaystyle \textstyle T_{2}(x)} {\displaystyle \textstyle n}-fach hintereinander auf einen Anfangswert {\displaystyle \textstyle x_{0}} an, erhält man eine neue Abbildung {\displaystyle \textstyle F_{x_{0}}}:
{\displaystyle F_{x_{0}}\colon \mathbb {N} \rightarrow [0,1],\;n\mapsto T_{2}^{n}(x_{0})}

Differenz der Werte von für und aufgetragen gegen die Anzahl der Iterationen. Schon nach wenigen Iterationen ist die Differenz der Ausgangszustände praktisch nicht mehr durch eine störungstheoretische Betrachtung des kleinen Unterschieds im Anfangswert vorhersagbar.

Vergleicht man die Werte von {\displaystyle \textstyle F_{x}(n)} für zwei beliebig nahe beieinander liegende {\displaystyle \textstyle x}, findet man bei hinreichend großen {\displaystyle \textstyle n} innerhalb des Wertebereiches beliebig große Differenzen im Intervall {\displaystyle (0,1)}.

## Weblink
- Lehrmaterial zur Zeltabbildung von der Uni Mainz, abgerufen am 17. Juli 2018